# 腊玛古猿化石地点
腊玛古猿化石地点位于中华人民共和国云南省禄丰县县城金山镇以北约9公里，科甲村委会石灰坝村小组以北的庙山坡，老成昆铁路旁，是著名的禄丰古猿化石的发现地，属于全国重点文物保护单位。

## 发掘
1975年，石灰坝村一社员在庙山坡掘褐煤中，发现了一批化石送至禄丰县文化馆，后送云南省博物馆鉴定，其中有一枚牙齿化石疑为“猿人”牙齿化石，后被鉴定为古猿牙齿化石。1976年至1983年云南省博物馆、中科院古脊椎动物与古人类研究所、禄丰县文化馆组成联合发掘队，对该地点进行了十次科学发掘，共获得古猿化石标本颅骨六个，下颌骨十余件，同时，在同一地点还发掘出三趾马、嵌齿象、剑齿虎、大唇犀、熊、鹿、猪、河狸、水獭等可鉴定的动物化石一百余种。在出土化石的质量、数量、种类上都是世界上同时期最重要的古生物化石遗址地之一。遗址出土的古生物群也被称为“石灰坝动物群”。

## 研究
1978年12月16日，在遗址中发现了世界上第一个晚中新世古猿头骨化石，当时认为这个头骨属于腊玛古猿，和人类的起源有直接关系，在国内外引起极大地反响。但随着大量标本的出土和研究的深入，腊玛古猿被认为是西瓦古猿的雌性种，本遗址出土的古猿化石也明显区别于西瓦古猿，科学家因而建立了一个新的属种－禄丰古猿属禄丰种，并把云南开远、元谋、保山、昭通和泰国发现的同类古猿归入禄丰古猿属。禄丰古猿是人科早期成员，对科学研究从猿到人的过渡演化过程具有十分重要的科学价值。

## 保护
1981年9月23日，禄丰腊玛古猿产地被公布为第一批楚雄州文物保护单位。1983年1月13日，禄丰古猿化石产地被公布为第二批云南省文物保护单位。1988年1月，腊玛古猿化石地点被公布为为第三批全国重点文物保护单位。遗址核心区域已被围栏、围墙封闭保护。